# Марий Иванов
Марий Антонов Иванов е български политик от БКП, заслужил машиностроител.

## Биография
Роден е на 15 октомври 1919 година в град София. През 1934 година емигрира в СССР, където става член на ВЛКСМ (Всесъюзен ленински комунистически съюз на младежта). След 1944 година става член на БКП и ВКП (б). Работи като началник на управление в Министерството на тежката промишленост и заместник-председател на Държавния комитет за планиране. В периода 1962 – 1971 година е председател на комитета по машиностроене, министър на машиностроенето, а по-късно и член на Министерския съвет. Между 1971 и 1976 година е посланик на България в ГДР. От 1962 до 1971 е кандидат-член на ЦК на БКП. В периода 1971 – 1990 година е член на ЦК на БКП. От 1976 до 1990 е първи заместник-министър на външните работи. Редактор е на „Българо-съветски отношения 1983 – 1986“ (1989).